# Andrzej Tkocz
Andrzej Tkocz (ur. 28 września 1951 w Rybniku) – polski żużlowiec.

## Życiorys

### Życie prywatne
Brat Jana i Stanisława Tkoczów – również żużlowców.

### Kariera sportowa
Przez całą sportową karierę (w latach 1969–1981 oraz 1984) reprezentował klub ROW Rybnik, w barwach którego zdobył 6 medali drużynowych mistrzostw Polski: dwa złote (1970, 1972), srebrny (1980) oraz trzy brązowe (1969, 1971, 1974).
Wielokrotny finalista zawodów z cyklu mistrzostw Polski oraz o żużlowe kaski:
- sześciokrotnie w indywidualnych mistrzostwach Polski: Bydgoszcz 1972 (XI m.), Rybnik 1973 (XII m.), Gorzów Wielkopolski 1974 (IX m.), Częstochowa 1975 (VIII m.), Gorzów Wielkopolski 1976 (V m.), Gorzów Wielkopolski 1977 (srebrny medal),
- w młodzieżowych indywidualnych mistrzostwach Polski: Toruń 1971 (XI m.),
- dwukrotnie w mistrzostwach Polski par klubowych: Gdańsk 1976 (V m.), Ostrów Wielkopolski 1977 (VI m.),
- czterokrotnie w turniejach o "Złoty Kask": 1973 (VI m.), 1974 (V m.), 1975 (X m.), 1977 (X m.),
- trzykrotnie w turniejach o "Srebrny Kask": 1970 (XIII m.), 1971 (X m.), 1972 (I m.).

Inne sukcesy: dwukrotnie I m. (1974, 1975) w turniejach o Puchar Rybnickiego Okręgu Węglowego w Rybniku (1974, 1975), jak również II m. (1972) i III m. (1975) w memoriałach im. Bronisława Idzikowskiego i Marka Czernego w Częstochowie.
Dwukrotnie reprezentował Polskę w finałach drużynowych mistrzostw świata: Chorzów 1974 – brązowy medal, Londyn 1979 – IV miejsce. Dwukrotnie startował w eliminacjach indywidualnych mistrzostw świata, w obu przypadkach awansując do półfinałów kontynentalnych: Praga 1975 (XIV m.), Norden 1977 (XVI m.).
W 1978 i 1979 r. startował w lidze brytyjskiej, reprezentując klub Poole Pirates.